# Departamento Mitre
Das Departamento Mitre liegt im Süden der Provinz Santiago del Estero im Nordwesten Argentiniens und ist eine von 27 Verwaltungseinheiten der Provinz. 
Es grenzt im Norden an das Departamento Salavina, im Osten an die Departamentos Aguirre und Rivadavia, im Süden an die Provinz  Córdoba und im Westen an das Departamento Quebrachos. 
Die Hauptstadt des Departamento Mitre ist Villa Unión.

## Städte und Gemeinden
Das Departamento Mitre besteht aus der Gemeinde:
- Villa Unión